# 1955 en architecture
| Années de l'architecture : 1952 - 1953 - 1954 - 1955 - 1956 - 1957 - 1958    |
| Décennies de l'architecture : 1920 - 1930 - 1940 - 1950 - 1960 - 1970 - 1980 |

Cet article présente les faits marquants de l'année 1955 en architecture.

## Réalisations
- 25 juin : consécration de la chapelle Notre-Dame du Haut à Ronchamp de Le Corbusier.

## Récompenses
- Prix de Rome : Ngô Viết Thụ.

## Naissances
- 12 février : Enric Miralles († 3 juillet 2000).

## Décès
- x